# ルスラン・チャガエフ
ルスラン・チャガエフ（Ruslan Chagaev, 1978年10月19日 - ）は、ウズベキスタンの元プロボクサー。元WBA世界ヘビー級王者。アンディジャン出身。
体格や顔つきがマイク・タイソンと似ていることから「White Tyson（ホワイト・タイソン）」の愛称で親しまれている。肝炎を患っており、肝炎を理由に何度か試合をキャンセルしている。

## 経歴

### アマチュア時代
チャガエフは、プロボクシングの土壌のない東欧の旧共産圏出身であるため、若年期はアマチュアボクシングの場で活躍をした。アマチュア時代の戦績は85戦82勝と報告されている。また、1997年に1度プロに転向し、その後またアマチュアに戻るという珍しい経歴も持っており、1997年の世界選手権では優勝して金メダルを獲得するが、後にプロボクシングで試合を行っていたことが発覚して金メダルを剥奪されている。
アマチュア時代は、2度世界選手権で優勝し、2度オリンピックに出場している。また、オリンピックで3連覇したキューバのアマチュアボクサーフェリックス・サボンに2回勝利しており、1回目は1997年の世界選手権の決勝で14-4で勝利し、2回目は1999年にブルガリアで行われたインターナショナル・ボクシング・カップの決勝で7-2で勝利した。しかし、3回目の対戦となる1999年の世界選手権では2-9で敗れている。
- 1995年：アジア選手権ヘビー級 - 金メダル
- 1996年：アトランタオリンピック出場 - 初戦敗退
- 1996年：世界ジュニア選手権ヘビー級 - 銅メダル
- 1997年：世界選手権ヘビー級 - 金メダル
- 1998年：アジア大会ヘビー級 - 金メダル
- 1999年：世界選手権ヘビー級出場 - 3回戦でフェリックス・サボンに敗退
- 1999年：アジア選手権ヘビー級 - 金メダル
- 2000年：シドニーオリンピック出場 - 2回戦敗退
- 2001年：世界選手権スーパーヘビー級 - 金メダル

### プロ時代
1997年、アメリカでプロデビューし8月21日、9月3日と2試合を行っている。アマチュアとしても活動をしている時期であり、プロ活動が発覚し1997年の世界選手権金メダルを剥奪されている。金メダル剥奪後はプロとしての活動を自粛しており、2度目となるプロデビューは4年後の2001年9月21日である。
プロ再デビューから2003年5月22日の試合まではアメリカで試合を行っていたが、この試合を最後にウニヴェルズム・ボックス・プロモーションと契約し、これ以降はドイツで試合を行った。
2006年3月11日、WBAインターコンチネンタルヘビー級王座とWBOインターコンチネンタルヘビー級王座を獲得した。また、同年7月15日、空位のWBOアジア太平洋ヘビー級王座も獲得した。
2006年11月18日、デュッセルドルフのブルク・ヴェヒター・カステロでジョン・ルイスとWBA世界ヘビー級挑戦者決定戦を行い、12回2-1 (117-111、114-115、116-112) の判定勝ちを収めニコライ・ワルーエフへの挑戦権を獲得した。
2007年4月14日、ロストックのシュタットハレ・ロストックでWBA世界ヘビー級王者ニコライ・ワルーエフと対戦し、12回2-0 (114-114、117-111、115-113) の判定勝ちを収め王座獲得に成功した。チャガエフは序盤から足を使ったボクシングを展開しペースを支配し、中盤以降はワルーエフの右ストレートに対し左ストレートを上手く重ね合わせ、身長差約30 cm・体重差約42 kgというハンデを撥ね除けて世界王座に戴冠した。
2007年10月13日、モスクワでWBO王者のスルタン・イブラギモフと王座統一戦を行う予定だったが、チャガエフがB型肝炎と診断され試合は中止された。
2008年1月19日、デュッセルドルフのブルク・ヴェヒター・カステロで元K-1ファイターでもあるマット・スケルトンと対戦し、12回3-0（117-110, 2者が117-111）の判定勝ちを収め初防衛に成功した。
その後、2008年7月5日に指名挑戦者ワルーエフと再戦を戦う予定だったが、チャガエフがスパーリング中にアキレス腱を断裂し試合は中止となった。これを受けてWBAはチャガエフを休養王者として扱うことを決め、正規王座を空位とした。2008年8月30日、1位ワルーエフと2位ジョン・ルイスとがその正規王座をめぐって王座決定戦を争い、勝利を収めたワルーエフがWBA世界ヘビー級の正規王者になった。この後、チャガエフとワルーエフは2009年6月26日までに対戦するようWBAから指示を受けた。
2009年2月7日、約1年ぶりとなった復帰戦はロストックのシュタットハレ・ロストックでカール・デービス・ドルモンドと対戦し、偶然のバッティングによるチャガエフの傷がひどく、6回終了時3-0（2者が58-56、60-54）の負傷判定勝ちを収め2度目の防衛に成功した。
2009年5月30日、フィンランドのヘルシンキで正規王者のワルーエフと王座統一戦を行う予定だったが、チャガエフが前日計量後の検診で失格したため試合が中止された。この時も肝炎と診断されたと伝えられている。
2009年6月20日、ゲルゼンキルヒェンのフェルティンス・アレーナでIBF・WBO・IBO世界ヘビー級王者ウラジミール・クリチコと対戦し、2回にダウンを奪われるなどしてペースを掴めず、10回1秒、プロ初黒星となる左目上負傷による棄権によるTKO負けを喫しIBF・WBO・IBO王座の獲得に失敗した。
2011年8月27日、エアフルトのメッセハレでWBA世界ヘビー級レギュラー王座決定戦をアレクサンデル・ポベトキンと行い、12回0-3（2者が113-117、112-116）の判定負けを喫し王座返り咲きに失敗した。
2013年10月5日、モスクワのオリンピック・スタジアムでPABAヘビー級王者ジョボ・プダールとWBAコンチネンタルヘビー級王座決定戦を行い、12回3-0 (117-109、118-108、115-111) の判定勝ちを収め王座の獲得に成功した。
2014年7月6日、チェチェン共和国グロズヌイのアフマド・アレーナでWBA世界ヘビー級7位のフェリス・オケンドとWBA世界ヘビー級レギュラー王座決定戦を行い、12回2-0（114-114、2者が115-113）の判定勝ちを収め5年振りの王座返り咲きに成功した。試合後のドーピング検査でオケンドから禁止薬物のタモキシフェンとアナストロゾールの陽性反応が検出された。
2015年7月11日、ドイツのマクデブルクのGETECアレーナでWBA世界ヘビー級13位のフランセスコ・ピアネタと対戦し、初回2分57秒KO勝ちを収め初防衛に成功した。
2015年10月17日、ドイツのキールでWBA世界ヘビー級4位のフェリス・オケンドと再戦する予定だったが、オケンドが同月6日のスパーリング中に肩を負傷したため延期となった。同年11月13日、WBAは肩を負傷したオケンドが最低でも2016年5月まで試合ができないとのメディカルリポートに基づき、オケンドとの再戦が延期になったチャガエフにWBA世界ヘビー級3位のルーカス・ブラウンと指名試合を行うよう指令を出した。
2016年3月5日、アフマド・アレーナでWBA世界ヘビー級2位のルーカス・ブラウンと対戦し、7年ぶりのKO負けとなる10回2分2秒TKO負けを喫し、2度目の防衛に失敗して王座から陥落した。
2016年3月22日、VADAによる薬物検査でブラウンから違反薬物のクレンブテロールの陽性反応が検出されたことが発表され、ブラウンの違反薬物使用が確定すればブラウンは王座を剥奪され、試合結果も無効試合へ覆る可能性がある事が明らかになった。
2016年5月12日、WBAはクレンブテロールへの陽性反応が検出されたブラウンから王座を剥奪のうえ出場停止6か月の処分を科し、チャガエフに対しWBA世界ヘビー級4位のオケンドと120日以内に指名試合として対戦するよう義務付けた。
2016年5月21日、正式にWBA世界ヘビー級レギュラー王座がチャガエフに差し戻されたが、試合の結果は無効試合へ覆らなかった。
2016年7月26日、WBAはチャガエフに2014年7月6日に行ったオケンドとのWBA世界ヘビー級レギュラー王座決定戦の認定料40,750ドル（約400万円）を支払うよう繰り返し求めてきたが、最終期限に設定した2016年7月14日までにも支払いがなかった事と、オケンドとの指名試合を行う意思があるのかチャガエフから回答がなかったため、WBA世界ヘビー級レギュラー王座をチャガエフから剥奪した。
2016年7月31日、チャガエフは2001年に手術を受けた左目の状態が思わしくないことを理由に現役引退を発表した。

## 獲得タイトル
- WBOアジアパシフィックヘビー級王座
- WBOインターコンチネンタルヘビー級王座
- WBAインターコンチネンタルヘビー級王座
- WBA世界ヘビー級王座（防衛1→休養王座認定）
- WBA世界ヘビー級休養王座（防衛1→剥奪）
- 第14代PABAヘビー級王座（防衛0→返上）
- WBAコンチネンタルヘビー級王座
- WBA世界ヘビー級レギュラー王座（防衛1）
- WBA世界ヘビー級レギュラー王座（防衛0=剥奪）